# 米爾恩地
米爾恩地（丹麥語：Milne Land）是格陵蘭東部的島嶼，島嶼長113公里、寬45公里，面積3,913平方公里，是格陵蘭第三大島嶼，排在主島和迪斯科島之後，島上最高點海拔2,434米。米爾恩地的名稱來自於蘇格蘭海軍上將大衛·米爾恩。

## 外部連結
- Peakbagger （页面存档备份，存于）